# Les Condamnés 2
Série
Les Condamnés
(2007)
Pour plus de détails, voir Fiche technique et Distribution.
Les Condamnés 2 (The Condemned 2, aussi connu sous le nom The Condemned 2: Desert Prey), est un film américain réalisé par Roel Reiné, sorti en 2015 en direct-to-video. C'est la suite du film Les Condamnés.

## Fiche technique
- Titre original : The Condemned 2
- Titre français : Les Condamnés
- Réalisation : Roel Reiné
- Scénario : Alan B. McElroy
- Musique : Trevor Morris et Ted Reedy
- Photographie : Roel Reiné
- Montage : Radu Ion
- Production : Michael J. Luisi
- Société de production : WWE Studios
- Société de distribution : The Film Arcade (États-Unis)
- Pays :  États-Unis
- Genre : Action et thriller
- Durée : 90 minutes
- Dates de sortie : 
  -  États-Unis : 6 novembre 2015

## Distribution
- Randy Orton : Will Tanner
- Eric Roberts : Frank Tanner
- Wes Studi : Cyrus Merrick
- Steven Michael Quezada : Raul Baccaro
- Bill Stinchcomb : Harrigan
- Alex Knight : Cooper
- Dylan Kenin : Travis
- Michael Sheets : Lange
- Morse Bicknell : Michaels
- Mark Sivertsen : le shérif Eric Ross

## Accueil
Dennis Harvey pour Variety a qualifié le film de « générique ».